# Bistum Changzhi
Das Bistum Changzhi (lat.: Dioecesis Lunganensis) ist ein römisch-katholisches Bistum mit Sitz in Changzhi in der Volksrepublik China.

## Geschichte
Papst Innozenz XII. gründete mit dem Breve E sublimi Sedis das Apostolische Vikariat Shanxi am 15. Oktober 1696 aus Gebietsabtretungen des Bistums Nanking. Im Jahre 1712 wurde es aufgelöst und sein Gebiet dem Apostolischen Vikariat Shaanxi übergeben.
Mit dem Breve Ex debito wurde das vereinigte Apostolische Vikariat Shaanxi und Shanxi 1844 wieder aufgeteilt. Am 17. Juni 1890 wurde das Apostolische Vikariat Shanxi in die Apostolischen Vikariate Nordshanxi und Südshanxi aufgeteilt. Den Namen, Apostolisches Vikariat Luanfu, nahm es am 3. Dezember 1924 an.
Mit der Apostolischen Konstitution Quotidie Nos wurde es am 11. April 1946 zum Bistum erhoben. Am 6. Januar 2000 hat die chinesische Regierung den patriotischen Bischof Andrew Jin Dao-yuan ernannt.
Teile seines Territoriums verlor es zugunsten der Errichtung folgender Präfekturen:
- 17. Juni 1932 an die Apostolische Präfektur Hungtung;
- 25. Mai 1936 an die Apostolische Präfektur Kiangchow.

## Ordinarien

### Apostolische Vikare von Shanxi
- Basilio Brollo OFM (25. Oktober 1696 – 16. November 1704)
- Antonio, S.J. (1702–18. Januar 1705)

### Apostolische Vikare von Shaanxi und Shanxi
- Antonio Laghi OFM (2. September 1715–5. Juli 1727)
- Francesco Saraceni OFM (5. Juli 1727–1. Dezember 1742)
- Eugenio Piloti OFM (7. Dezember 1742–20. Dezember 1756)
- Jean-Antoine Buocher OFM (20. Dezember 1756–1760)
- Francesco Magni OFM (25. Januar 1763–1777)
- Nathaniel Bürger OFM (11. Januar 1777–20. Juli 1778, dann Koadjutorbischof von Nanjing)
- Antonio Maria Sacconi OFM (7. Oktober 1778–5. Februar 1785)
- Mariano Zaralli OFM (3. April 1787–16. April 1790)
- Crescenzio Cavalli OFM (1791–24. Dezember 1791)
- Giovanni Battista di Mandello OFM (17. Februar 1792–23. Juni 1804)
- Antonio Luigi Landi OFM (7. November 1804–26. Oktober 1814)
- Joachin Salvetti OFM (21. Februar 1815–21. September 1843)

### Apostolische Vikare von Shanxi
- Gabriel Grioglio OFM (2. März 1844–Dezember 1869)
- Luigi Moccagatta OFM (27. September 1870–17. Juni 1890)

### Apostolische Vikare von Südshanxi
- Luigi Moccagatta  OFM (17. Juni 1890–6. September 1891)
- Martin Poell OFM (17. Juni 1890–1. Januar 1891)
- Johannes Hofman OFM (24. April 1891–Juni 1901)
- Alberto Odorico Timmer OFM (20. Juli 1901–3. Dezember 1924)

### Apostolische Vikare von Luanfu
- Alberto Odorico Timmer OFM (3. Dezember 1924–20. August 1926)
- Anton Theodor Fortunatus Spruit OFM (22. November 1927–12. Juli 1943)
- Frans Gerard Constantin Kramer OFM (7. Februar 1946–11. April 1946)

### Bischöfe von Changzhi
- Frans Gerard Constantin Kramer OFM (11. April 1946–1983)
  - Anthony Li Wei-dao (Mai 1992–21. Juli 1998) (Bischof der Chinesischen Katholisch-Patriotischen Vereinigung)
- Hermengild Li Yi (1997–2012) (Untergrundbischof)
  - Andrew Jin Daoyuan (seit 6. Januar 2000 – 2016 Bischof der Chinesischen Katholisch-Patriotischen Vereinigung)
- Peter Ding Lingbin (seit 2016 Bischof der Chinesischen Katholisch-Patriotischen Vereinigung und seit dem 22. September 2018 vom Vatikan anerkannt)